# Sialang Buah
Sialang Buah is een bestuurslaag in het regentschap Serdang Bedagai van de provincie Noord-Sumatra, Indonesië. Sialang Buah telt 3287 inwoners (volkstelling 2010).